# Teddy Brown
Abraham Himmelbrand (26 de mayo de 1900-29 de abril de 1946), más conocido como Teddy Brown fue un artista estadounidense que pasó la última parte de su vida actuando en Reino Unido.

## Carrera
Primero tocó en la Orquesta Filarmónica de Nueva York, pero se pasó al campo de la música popular a finales de la década de 1910. Fue percusionista durante un tiempo con la Orquesta del Teatro Riverside de Julius Lenzberg, y sus primeras grabaciones fueron solos de xilófono con la banda de Lenzberg en Edison Records en 1919 y 1920.
Destacaba por su aspecto rotundo, que se acercaba a las 400 libras de peso, y a menudo se le comparaba con (o se le consideraba la respuesta británica) otro rotundo líder de banda de la misma época, Paul Whiteman.
Naturalmente, Brown tocaba muy bien los demás instrumentos de percusión, además del saxofón tenor. También silbaba melodías mientras tocaba la  percusión.
Llegó a Londres en 1926. Al año siguiente formó su propia orquesta, tocando en el Café de Paris. A continuación, tocó en otros clubes nocturnos tanto en Londres como en París, incluido el Kit Kat Club. El Besson hecho a medida xilófono a medida que tocaba tenía un rango de cinco octavas, una más de lo normal. En 1927, la división británica de Lee de Forest de Phonofilm realizó un cortometraje de Brown tocando este instrumento.
A medida que se extendían las considerables habilidades percusivas de Brown y su fama en el Reino Unido, apareció en una de las primeras. películas sonoras de 1930, codirigida por un joven Alfred Hitchcock, titulada Elstree Calling, una revisión de variedades musicales que respondía al largometraje de revisión musical de Paul Whiteman del mismo año, King of Jazz, y ambas películas presentaban las primeras secuencias en color. Elstree fue el complejo de estudios de cine y radio donde se produjeron muchas películas y programas de radio famosos en los primeros días del entretenimiento mediático británico. En cada una de las dos películas se presentó una variedad de impresionantes actos musicales y cómicos de vodevil y nuevos talentos.
Las apariciones de Brown en Elstree Calling obtuvieron críticas favorables del público en su momento. Su tercera aparición en la película fue la más impresionante, ya que toca el xilófono con una precisión asombrosamente rápida, utilizando solo una mano a la vez, y a veces a la espalda.
El estilo rápido de Brown fue una influencia temprana para el percusionista y líder de la banda Spike Jones, que lanzaría su propia carrera de alta energía una década después.
A partir de 1931, Brown actuó en la radio, en películas y en el escenario de variedades tocando el xilófono. Su aspecto era elegante pero bastante corpulento, pero era ágil y a menudo bailaba alrededor del xilófono mientras tocaba. Se hizo muy popular entre el público y apareció en el Royal Variety Performance en 1931. Se asoció con Crazy Gang, y a menudo fue objeto de sus bromas. 
Falleció de un ataque al corazón en 1946 a la edad de cuarenta y cinco años después de aparecer en un concierto en el Hipódromo de Wolverhampton.

## Filmografía
- The Arcadians (1927)
- Phototone Reel #1 (1928)
- Phototone Reel #6 (1928)
- Pot-Pourri (1929)
- Musical Medley (1929)
- Elstree Calling (1930)
- The Indiscretions of Eve (1932)
- On the Air (1934)
- København, Kalundborg og - ? (1934)
- Radio Pirates (1935)
- Variety Parade   (1936)
- Convict 99 (1938) como Slim Charlie
- Dreaming (1944)